# Ingo Metzmacher
Ingo Metzmacher (né le 10 novembre 1957 à Hanovre) est  un chef d'orchestre allemand.

## Biographie
Pianiste de formation, il étudie la direction d'orchestre avec Franco Ferrara. Il est ensuite pianiste de l'Ensemble Modern, une formation de musique contemporaine, dont il devient chef permanent en 1985. Il enregistre des œuvres de Conlon Nancarrow, Hans Werner Henze. Puis il est chef assistant à La Monnaie de Bruxelles où il dirige de nombreux spectacles lyriques. En 1995, il est nommé premier chef invité de l'Orchestre symphonique de Bamberg avec lequel il enregistre une intégrale remarquée des symphonies de Karl Amadeus Hartmann. Entre 1997 et 2005, il est directeur général de la musique à Hambourg (Opéra et Orchestre philharmonique de Hambourg) où il travaille beaucoup avec le metteur en scène Peter Konwitschny.
En 2006, il est nommé chef principal du Deutsches Symphonie-Orchester Berlin mais ne prendra officiellement ses fonctions qu'en 2007 et restera en fonction jusqu'en 2010. Depuis 2016, il est directeur artistique du KunstFestSpiele Herrenhausen basé à Hanovre. Au cours des récentes saisons, il a dirigé des nouvelles productions d’œuvres de Luigi Nono, Bernd Alois Zimmermann, Harrison Birtwistle et Wolfgang Rihm au Festival de Salzbourg ainsi que la Tétralogie de Wagner au Grand Théâtre de Genève. Il a dirigé de nombreuses formations prestigieuses et s'est attaché à promouvoir la musique contemporaine. 
Il a été remarqué par deux fois à l'Opéra de Paris récemment en collaboration avec le metteur en scène Krzysztof Warlikowski : dans le diptyque monté à l'opéra Garnier en 2015 avec Le Château de barbe Bleue de Béla Bartók et La Voix Humaine de Francis Poulenc, puis dans Lady Macbeth de Mzensk de Dmitri Chostakovitch à l'opéra Bastille en 2019. 